# گرنوت رل
گرنوت رُل (آلمانی: Gernot Roll؛ زادهٔ ۹ آوریل ۱۹۳۹) فیلم‌بردار اهل آلمان است.
از فیلم‌ها یا مجموعه‌های تلویزیونی که وی در آن‌ها نقش داشته‌است، می‌توان به با اشک‌های گرمم، مورنگا، هیچ‌کجا در آفریقا و زندگی عجیب و غریب بارون فریدریش فون در ترنک اشاره نمود.